# Les Leçons de chant de Rigadin
Pour plus de détails, voir Fiche technique et Distribution.
Les Leçons de chant de Rigadin est un film muet français réalisé par Georges Monca, sorti en 1918.

## Fiche technique
- Titre : Les Leçons de chant de Rigadin
- Réalisation : Georges Monca
- Scénario : d'après une œuvre de Jacques-Marie Boutet de Monvel
- Photographie :
- Montage :
- Société de production : Pathé Frères
- Société de distribution : Pathé Frères
- Pays de production :  France
- Langue : film muet avec les intertitres en français
- Métrage : 400 mètres
- Format : Noir et blanc — 35 mm — 1,33:1 — Muet
- Genre :  Comédie
- Durée : 13 minutes et 20 secondes
- Dates de sortie : 
  - France : 29 mars 1918

## Distribution
- Charles Prince : Rigadin
- Lucy Mareil : Madame Rigadin
- Albert Brouett : Monsieur Gourdinais
- Yvonne Maëlec : Madame Gourdinais